# Stellaatcel (hersenen)

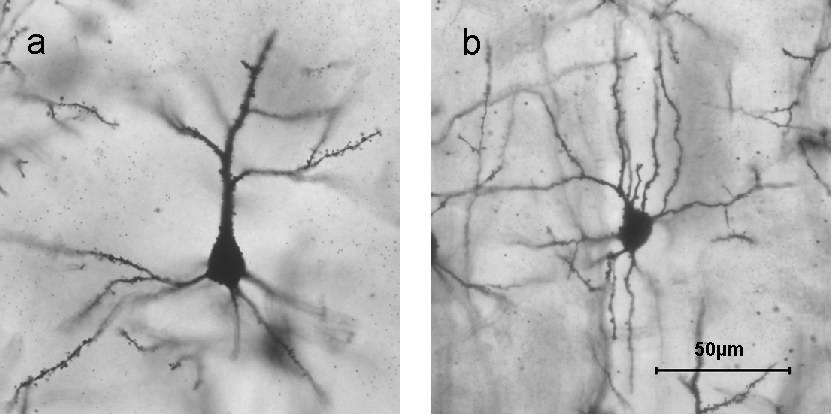
Golgigekleurde motorische schorszenuwcellen a) Piramidecel van laag II/III b) Stellaatcel van laag IV

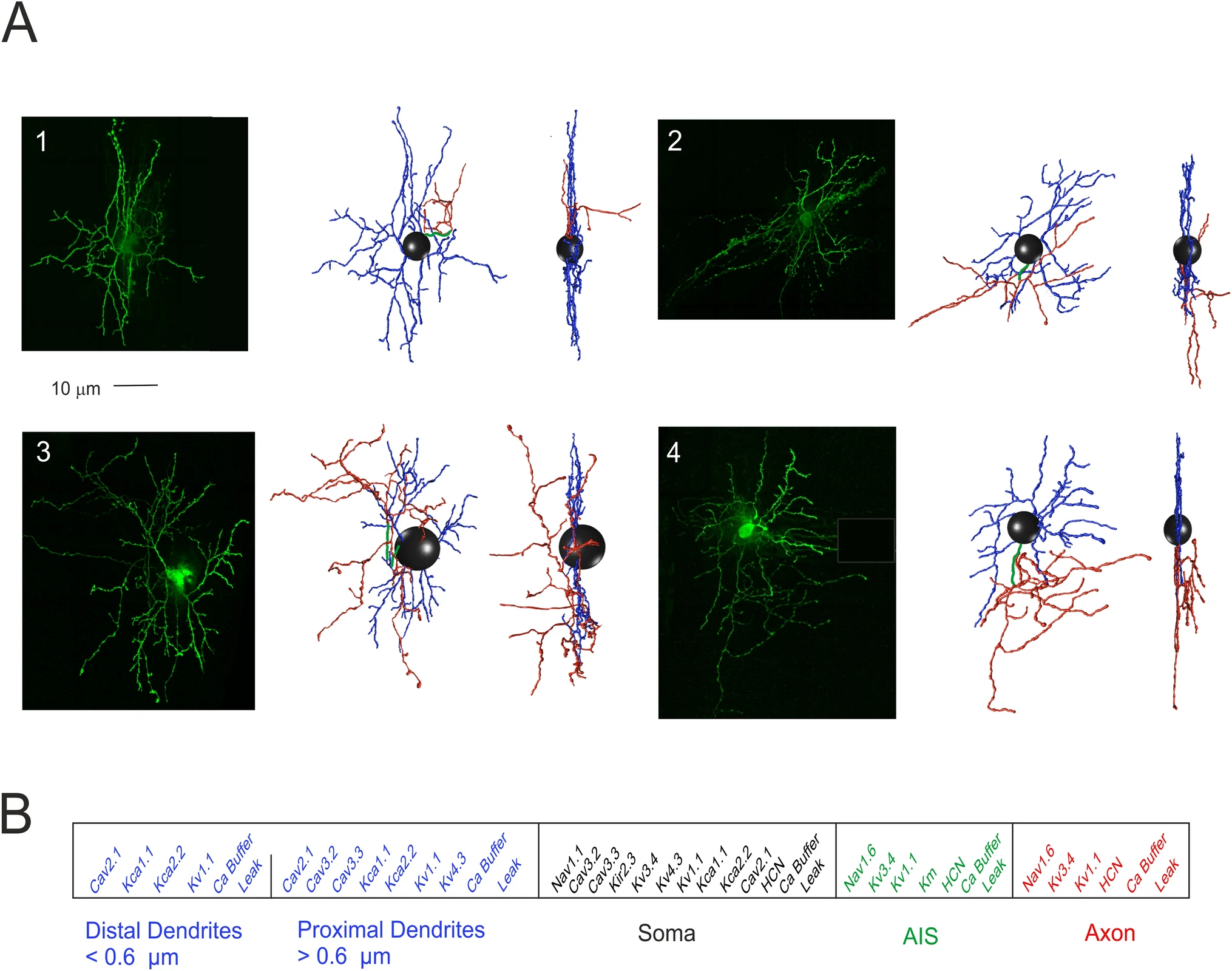
(A) Confocale microscopiebeelden van vier muizen-stellaatcellen (SC's) gevuld met Lucifer-geel (schaalbalk 10 μm) worden getoond, samen met de bijbehorende digitale reconstructie met Neurolucida (visualisatie met de Vaa3D-simulator; rechts). De 3D-morfologische reconstructies van SC's omvatten dendrieten (blauw), soma (zwart), axon initieel segment (AIS) (groen) en axon (rood).

Stellaatcellen zijn zenuwcellen in het centraal zenuwstelsel, zo genoemd vanwege hun stervorm, gevormd door dendritische uitlopers die uit het cellichaam uitstralen. Deze cellen spelen een belangrijke rol in diverse hersenfuncties, waaronder remming in de kleine hersenen en excitatie in de motorische schors, en zijn betrokken bij synaptische plasticiteit en neurovasculaire koppeling.
Ze hebben veel eigenschappen gemeen met de korfcellen van de kleine hersenen, de andere interneuronen van de moleculaire laag.

## Morfologie
Stellaatcellen worden gekenmerkt door hun stervormige dendritische uitlopers. Dendrieten kunnen per zenuwcel verschillen, waarbij stellaatcellen wel of geen dendritische spines hebben. Piramidecellen daarentegen, die ook in de hersenschors voorkomen, hebben altijd dendritische spines en zijn piramidevormig.

## Ontwikkeling

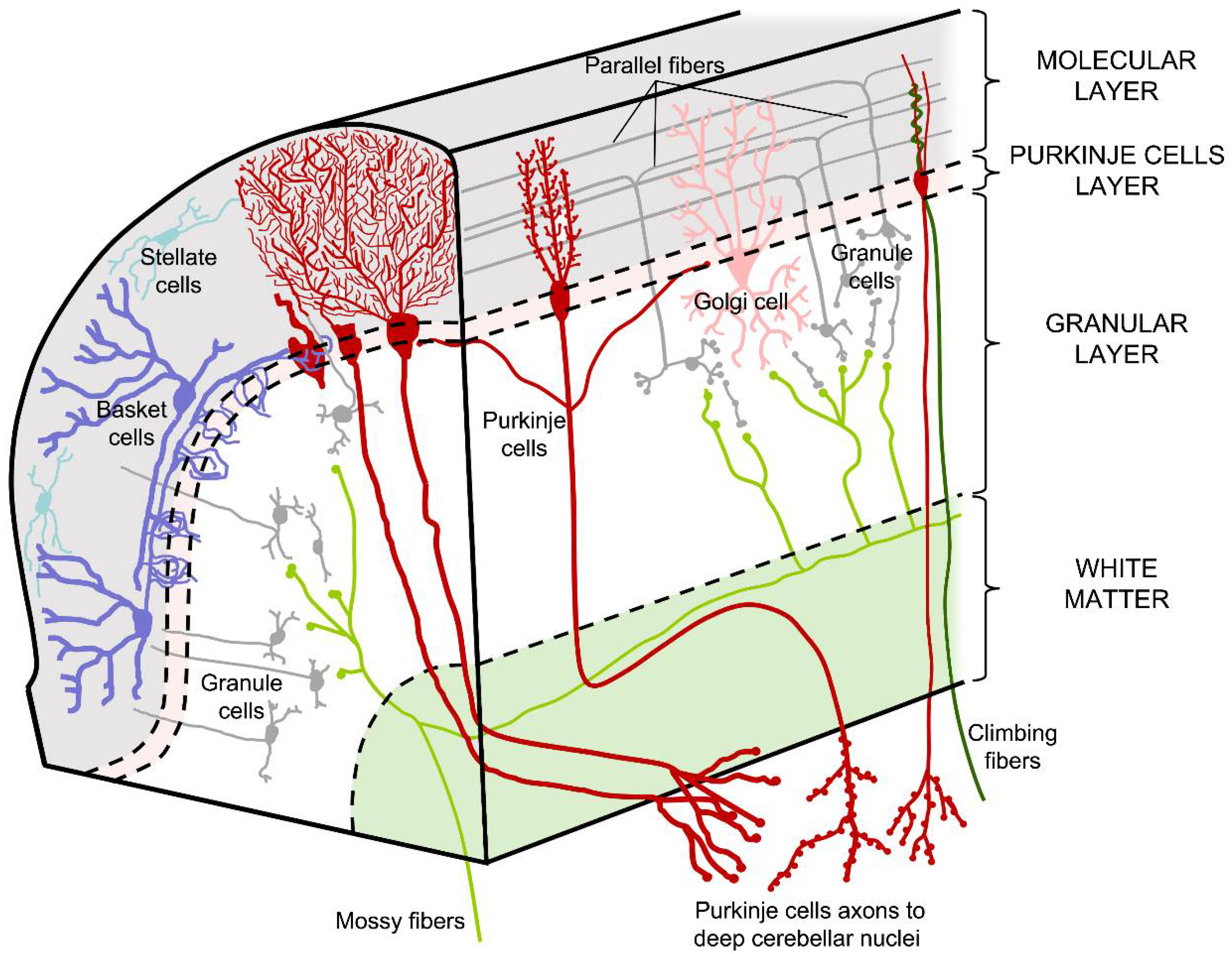
Overzicht van de verschillende lagen van de hersenschors. Korrelcellen zijn aangegeven als 'granule cells'

Stellaat- en korfcellen zijn afkomstig uit de cerebellaire ventriculaire zone (CVZ), samen met purkinjecellen en Bergmann-gliacellen. De ventriculaire zone is zo genoemd omdat het het ventrikelsysteem bekleedt, dat hersenvocht bevat. Deze cellen volgen een vergelijkbaar pad tijdens de migratie, beginnend in de diepe laag van de witte stof, via de interne granulaire laag (IGL) en de purkinje-cellaag (PCL) tot ze de moleculaire laag bereiken. In de moleculaire laag oriënteren de stellaatcellen zich tot ze hun uiteindelijke positie bereiken, aangestuurd door Bergmann-gliacellen.
De hersenschors is van buiten naar binnen in de volgende drie lagen te verdelen: de moleculaire laag ofwel het stratum moleculare, die nauwelijks cellen bevat; de laag met purkinjecellen, ofwel het stratum purkinjense en een laag met korrelcellen ofwel het stratum granulosum.

## Functie
Stellaatcellen ontvangen exciterende postsynaptische potentialen (EPSC's) van parallelle vezels. De kenmerken van deze EPSC's zijn afhankelijk van het patroon en de frequentie van presynaptische activiteit en beïnvloeden de mate en duur van de remming in de hersenschors.  Synapsen tussen parallelle vezels en stellaatcellen vertonen plasticiteit, wat veranderingen in de synaptische werkzaamheid op lange termijn mogelijk maakt. Deze synaptische plasticiteit kan optreden bij zowel synapsen tussen parallelle vezels en stellaatcellen als synapsen tussen parallelle vezels en purkinjecellen, wat suggereert dat ze een rol spelen bij het leerproces van complexe motorische taken door de kleine hersenen.

### Neurovasculaire koppeling
Stellaatcellen in de kleine hersenen spelen ook een cruciale rol bij de neurovasculaire koppeling. Elektrofysiologische stimulatie van afzonderlijke stellaatcellen is voldoende om stikstofmonoxide (NO) vrij te maken en verwijding van bloedvaten te induceren.

## Typen en locaties

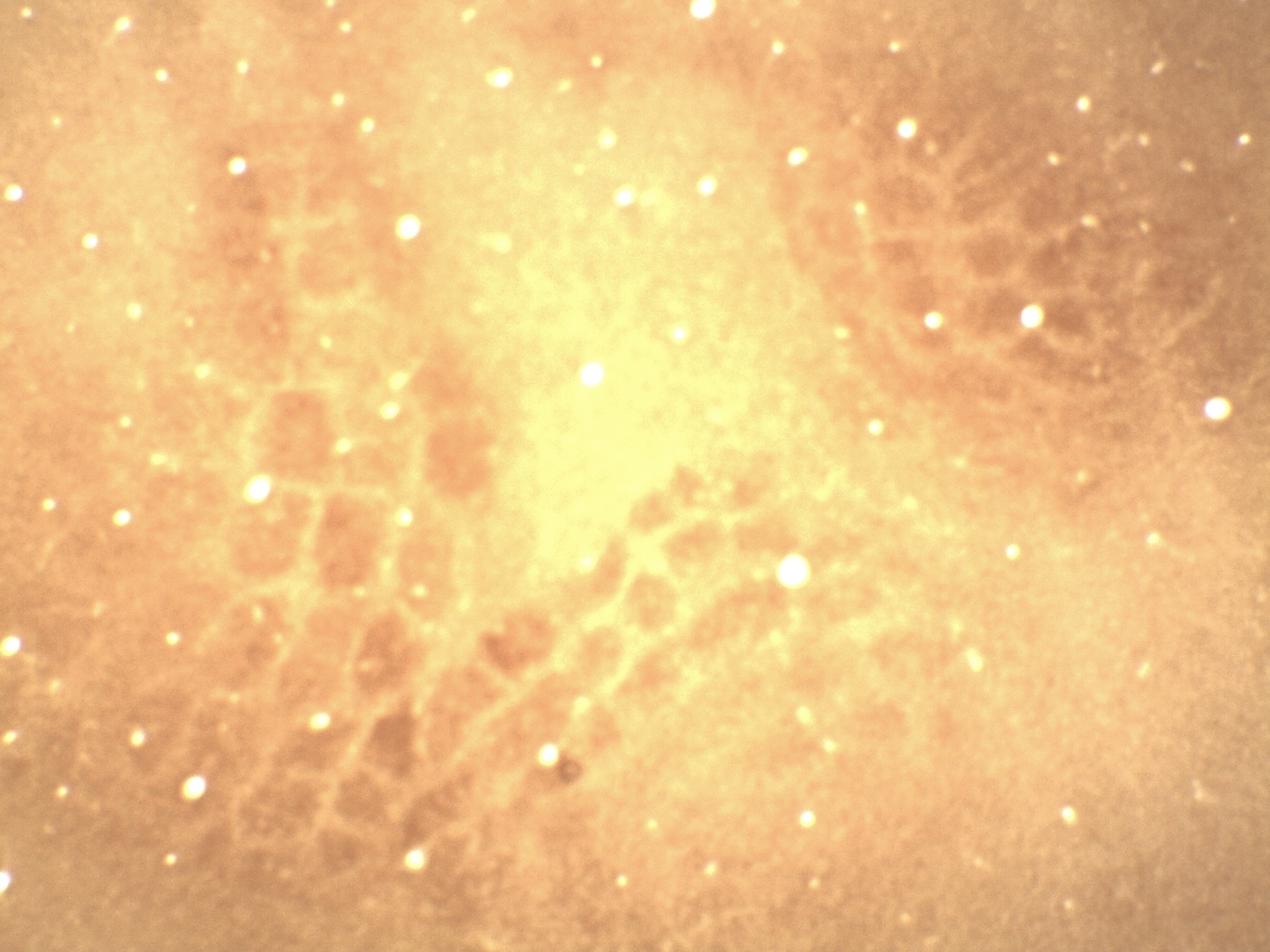
Microscopische afbeelding toont het tonnenveld in laag IV van de somatosensorische hersenschors van de rat. Elke ton ontvangt input van één snorhaar. Het weefsel in de afbeelding is 50 μm dik.

### Kleine hersenen
Veel stellaatcellen zijn GABA-ergische cellen en bevinden zich in de moleculaire laag van de kleine hersenen. De meest voorkomende stellaatcellen zijn de remmende interneuronen in de bovenste helft van de moleculaire laag in de kleine hersenen. Deze cellen maken synapsen met de dendritische uitlopers van purkinjecellen en sturen remmende signalen.  Stellaatcellen zijn afkomstig van delende voorlopercellen in de witte stof van de postnatale (na de geboorte) kleine hersenen.

### Hersenschors
Stellaatcellen worden ook in de hersenschors aangetroffen. Stellaatcellen in de hersenschors hebben dendritische spines en bevinden zich in laag IVC van de primaire visuele cortex en in de somatosensorische tonvormige hersenschors van muizen en ratten zijn glutamatergische (exciterende) stellaatcellen met dendritische spines georganiseerd in laag IV van de tonvormige hersenschors.  Deze cellen ontvangen exciterende synaptische vezels van de thalamus en verwerken feed-forward excitatie naar lagen 2/3 van de primaire visuele cortex naar piramidecellen. Stellaatcellen met dendritische spines in de hersenschors vertonen een 'regelmatige' neuronale oscillatie.